# Ćwiczenie pamięci
Ćwiczenie pamięci – idea oparta na założeniu, iż sprawność pamięci wynika głównie z umiejętności dobrego zapamiętania materiału (tzn. „zapisania go” w tzw. pamięci długotrwałej). Z tego powodu, podczas ćwiczeń pamięci bardzo duży nacisk kładzie się na opanowywanie różnych technik zapamiętywania.

## Techniki
Za przykład mogą służyć tzw. mnemotechniki, dzięki którym nowe informacje trafiają do mózgu już w sposób uporządkowany w odpowiednich kategoriach. Dzięki temu łatwiej odszukać potem (przypomnieć sobie) zapamiętane fakty. W zależności od zainteresowań, wieku i preferencji osób ćwiczących stosuje się różne techniki mające na celu poprawę pracy pamięci. Powszechnie stosowanymi ćwiczeniami pamięci mogą być zadania graficzne polegające na odtwarzaniu wcześniej zapamiętanego obrazu, czy wyszukiwanie wcześniej prezentowanych słów ze zbioru rozrzuconych liter. Stosuje się także komputerowe ćwiczenia pamięci zróżnicowane pod względem rozbudowania zadania, a także pod względem zaawansowania graficznego. Ćwiczenia pamięci wykorzystujące techniki stosowane w grach komputerowych mają na celu wytworzenie emocjonalnego zaangażowania osób ćwiczących i zapobieganie znużeniu.

## Zastosowanie
Ćwiczenia pamięci mogą stanowić wsparcie w rehabilitacji neurologicznej, mogą być także uzupełnieniem terapii osób, u których zdiagnozowano dysfunkcje w zakresie działania pamięci. Treningi takie są pomocne w leczeniu dysleksji, zaburzenia polegającego na trudnościach w nauce czytania i pisania. Stosuje się je w placówkach oświatowych czy instytucjach kulturalnych i edukacyjnych. Ćwiczenia pamięci są aktualnie wykorzystywane do propagowania idei ćwiczenia sprawności poznawczej w związku ze zwiększającą się liczbą osób starszych w społeczeństwie.